# Bilge Khagan
Bilge Khagan (turco antico: 𐰋𐰃𐰠𐰏𐰀 𐰴𐰍𐰣, Bilge qaγan; cinese: 毗伽可汗; pinyin: kpíjiā kěhàn); 683 – 25 novembre 734) è stato un sovrano e condottiero turco,  khagan del Secondo Khaganato turco. Le sue imprese sono descritte nelle iscrizioni dell'Orkhon.

## Nomi
Come era consuetudine, il suo nome personale e il suo nome dopo aver assunto il titolo di khagan erano diversi. Il suo nome personale era registrato in caratteri cinesi come 阿史那默棘連 (pinyin: Ashǐnà Mòjílián). Il suo nome dopo aver assunto il titolo era Bilge qaγan. (turco antico: 𐰋𐰃𐰠𐰏𐰀 𐰴𐰍𐰣, Bilge qaγan, cinese: 毗伽可汗; pinyin: píjiā kěhàn). Il suo titolo ufficiale: 𐱅𐰭𐰼𐰃𐱅𐰏 𐱅𐰭𐰼𐰃𐰓𐰀 𐰉𐰆𐰞𐰢𐱁 𐱅𐰇𐰼𐰜 𐰋𐰃𐰠𐰏𐰀 𐰴𐰍𐰣, Teŋіriteg Тeŋiride bolmuš Türük Bilge qaγan.

## Primi anni
Nacque nel 683, proprio nei primi anni del Secondo Khaganato. Partecipò alle campagne militari accanto a suo padre dai primi anni d'infanzia. Fu nominato Tardush shad e ricevette il comando del ramo occidentale dell'impero nel 697 da Qapaghan. Riuscì ad annientare l'esercito di Wei Yuanzhong nel 701 con suo fratello. Riconquistò anche le tribù basmyl nel 703 e sottomise le forze dei Kirghisi dello Enisej nel 709; dopo la loro disobbedienza dovette nuovamente riconquistare e uccidere il loro khagan nel 710. Uccise poi Sakal nella sua invasione di Turgesh nel 711 e ottenne la sottomissione del Beshbaliq nel 713.
Negli anni successivi di Qapaghan, dovette combattere quattro battaglie in un anno a cominciare dal 714, risottomettendo le tribù e fu quasi ucciso in un'imboscata dalle forze uigure nel 715.

## Regno
Nel 716, Qapaghan Qaghan, il secondo khagan, fu ucciso nella sua campagna contro l'alleanza Toquz Oghuz e la sua testa mozzata fu mandata a Chang'an. Sebbene gli fosse succeduto suo figlio Inel Khagan, il fratello di Bilge Kul Tigin e il consigliere di corte e suocero di Bilge Tonyukuk fecero un colpo di Stato contro Inel Khaghan. Lo uccisero e lo proclamarono Bilge khagan. Il suo nome significa letteralmente "re saggio".
Nominò suo fratello Kul Tigin Principe saggio erede, il che lo rese la seconda persona più potente del regno. Risottomise gli Uiguri nel 716. Nominò anche suo suocero Tonyukuk stratega supremo.
Le nuove riforme e la stabilizzazione del regime fecero sì che i Tujue fuggiti ritornassero. Il cancelliere Tang Wang Jun, credendo che i Göktürk che si arrendevano avrebbero tentato di fuggire per ritornare nello stato gokturco, suggerì di deportarli forzatamente nel cuore dell'impero per impedirglielo. Prima che il suggerimento di Wang potesse essere messo in pratica, tuttavia, ci fu una sollevazione dei Göktürk che si erano arresi, sotto la guida di Xiedie Sitai (𨁂跌思泰) e Axilan (阿悉爛). Xue e Wang tentarono di intercettarli e di sconfiggerli, ma essi riuscirono comunque a fuggire ritornando nello stato turco. Questa sconfitta portò al ritiro di Xue Ne.

## Politica religiosa
A un certo punto della sua vita, Bilge Khagan voleva convertire il popolo al buddhismo e farlo stabilire nelle città, anziché negli accampamenti come era stato fino ad allora secondo la tradizione nomade. Tuttavia, Tonyukuk lo dissuase, citando i piccoli numeri dei Tujue e la loro vulnerabilità all'attacco cinese. La forza militare dei Turchi poggiava infatti sulla loro mobilità, mentre la conversione al buddhismo avrebbe portato il pacifismo tra la popolazione. Perciò, rimanere fedeli al tengrismo era necessario per sopravvivere.

## Regno successivo

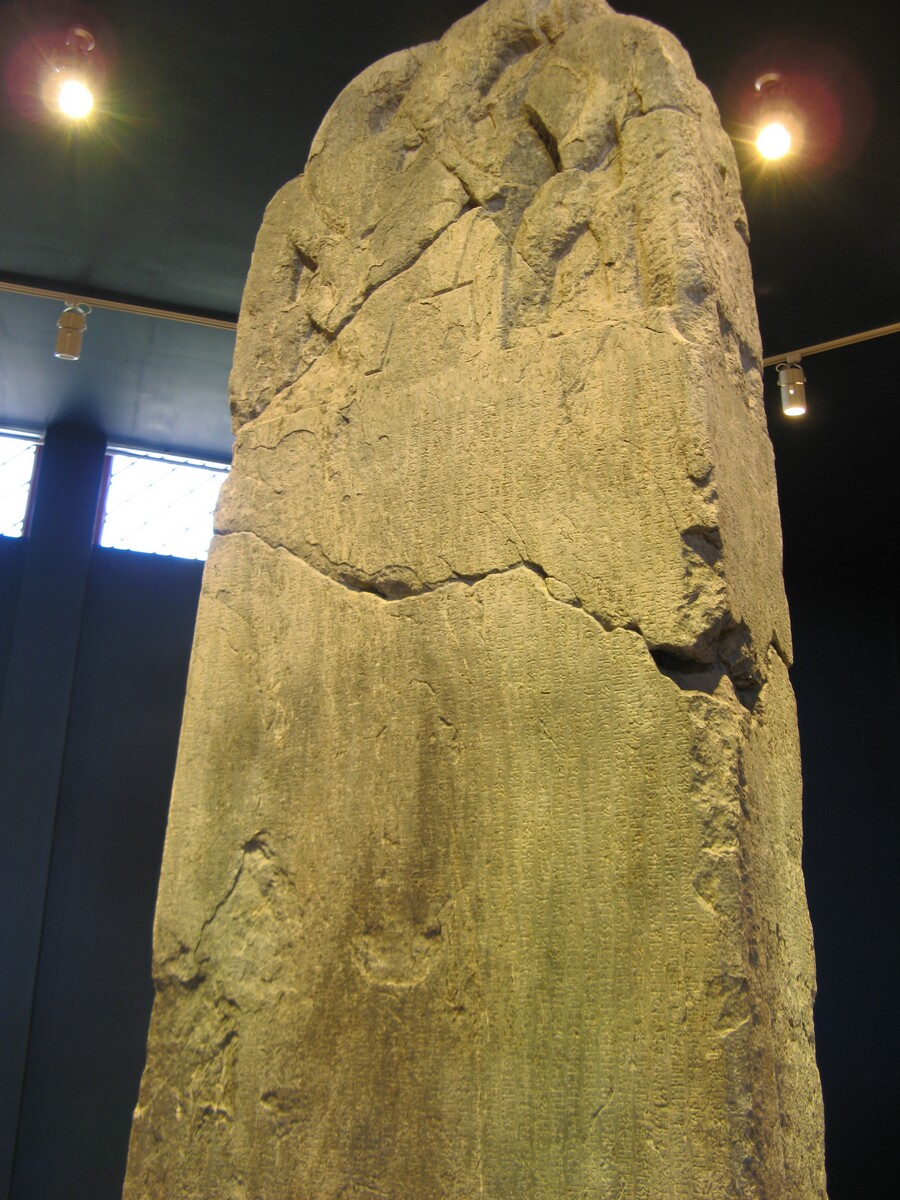
Il monumento a Bilge Khagan con iscrizioni, Mongolia

Nel 720, Wang credette che le tribù pugu (僕固) e xiedie della regione stessero progettando di defezionare passando ai Tujue orientali per poi attaccare insieme alle truppe di questi ultimi. Così tenne un banchetto e invitò i capi e, durante il banchetto, li massacrò. Poi attaccò le tribù pugu e xiedie nell'area, quasi spazzandole via. Propose quindi un piano per attaccare il khagan insieme ai Baximi, agli Xi e ai Khitani. L'imperatore Xuanzong reclutò anche i figli di Qapaghan Khagan Bilge Tigin e Mo Tigin, il khagan dei Kirghisi dello Enisej Kutluk Bilge Khagan e Huoba Guiren per combattere contro i Tujue. Tonyukuk astutamente lanciò il primo attacco su Baximi nell'autunno 721, schiacciandoli completamente. Nel frattempo, Bilge depredò Gansu, prendendo gran parte del bestiame. Più tardi quell'anno furono schiacciati anche i Khitani e l'anno successivo gli Xi.
Nel 726, morì il suo suocero e cancelliere Tonyukuk.
Nel 727, Bilge mandò Buyruk Chor (cinese: 梅錄啜/梅录啜; pinyin: Méilù Chuò) come emissario da to Xuanzong per portare 30 cavalli in dono. Lo allertò anche della proposta di Me Agtsom di un'alleanza contro i Tang. Questo avvertimento si rivelò fondato quando il generale tibetano We Tadra Khonglo invase la Cina dei Tang nel 727, distruggendo Guazhou (瓜州, nella moderna Gansu), Changle (常樂, nel sud della moderna contea di Guazhou), Changmenjun (長門軍, nel nord della moderna Yumen) e Anxi (安西, la moderna Lintan).
Il 27 febbraio 731, Kul Tigin morì: Bilge ne fu profondamente addolorato e ordinò una grande cerimonia funebre.
Nel 733, sconfisse le tribù khitane ribelli.

## Morte
Poco dopo aver mandato un emissario a Xuanzong per ottenere la sua alleanza, Bilge fu avvelenato da Buyruk Chor. Tuttavia non morì immediatamente e ed ebbe il tempo di punire la famiglia di Buyruk Chor con la morte. Morì il 25 novembre 734; ma la sua cerimonia di sepoltura ebbe luogo il 22 giugno 735.

## Famiglia
Era sposato con El Etmish Bilge Khatun, figlia di Tonyukuk. Ebbe parecchi figli:
- Ashina Yiran (阿史那伊然)
- Ashina Kutluk (阿史那骨咄)
- 2 figli di cui non è stato tramandato il nome, che divennero entrambi khagan fantoccio sotto Kutluk Yabgu Khagan
- Una figlia che sposò Suluk
- Principessa Daluo (大洛公主) - sottomessa ai Tang dopo il 744.

## Eredità
Dopo la sua morte per avvelenamento, parecchie stele con numerose iscrizioni furono erette nell'area della capitale presso il fiume Orkhon. Queste iscrizioni dell'Orkhon sono i primi testi conosciuti nella lingua turca antica.